# Duncan Ferguson
Duncan Cowan Ferguson (Stirling, 1971. december 27. –) skót válogatott labdarúgó, csatár és edző. 

## Pályafutása

### Klubcsapatban
1990 és 1993 között a Dundee United csapatában játszott. Az 1993–94-es szezonban a Rangers tagjaként bajnoki címet szerzett. 1994 és 1998 között az Everton játékosa volt. 1998-tól 2000-ig a Newcastle United csapatát erősítette. 2000 és 2006 között az Everton labdarúgója volt. 

### A válogatottban
1992 és 1997 között 7 alkalommal szerepelt a skót válogatottban. Tagja volt az 1992-es Európa-bajnokságon szereplő válogatott keretének.

## Sikerei, díjai
Dundee United
- Skót kupadöntős (1): 1990–91

Rangers FC
- Skót bajnok (3): 1993–94
- Skót kupadöntős (1): 1993–94

Everton
- Angol kupagyőztes (1): 1994–95

Newcastle United
- Angol kupadöntős (1): 1998–99